# Kalendarium historii Lubonia
Kalendarium historii Lubonia – obejmuje stosunkowo krótkie dzieje Lubonia jako miasta (po roku 1954) oraz znacznie dłuższą historię trzech wsi z gromady Luboń (= Luboń, Żabikowo, Lasek), które utworzyły wspólny organizm miejski (do 1954 roku).

## Do końca XVII wieku
- 1283 – wieś Żabikowo należy do Bartłomieja z Poznania[2]
- 1316 – pierwsza wzmianka o wsi Luboń
- 1385-1429 – Luboń należy do Pomiana i jego synów
- 1508 – Żabikowo posiada 12 siedzib chłopskich, młyn i dwie karczmy
- 1510 – Luboń liczy 7 kwart roli chłopskiej i 6 kwart roli folwarcznej, 2 młyny oraz karczmę

## Barok

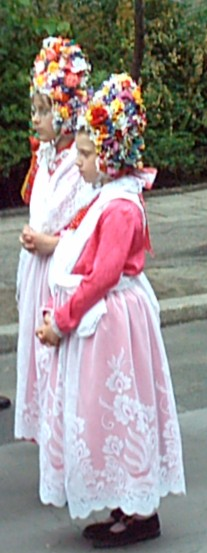
Bamberki

- 1719 – na terenie Lubonia osiedlają się pierwsi osadnicy z okolic Bambergu, zwani potocznie Bambrami
- 1756 – na polach majętności wirowskiej Augustyn Działyński zakłada wraz z żoną wieś olęderską o nazwie Lasek

## Okres zaborów
- 14 października 1863 – hrabia August Cieszkowski zakupił dawną osadę młyńską w Żabikowie
- 21 listopada 1870 – w Żabikowie powstaje Wyższa Szkoła Rolnicza im. Haliny, założona przez Augusta Cieszkowskiego
- około 1873 – budowa stacji kolejowej Żabikowo (obecnie Luboń koło Poznania)
- 1902 – na ziemiach wykupionych za sprawą Komisji Kolonizacyjnej od polskich rolników niemieckie zakłady G. Sinnera i C. A. Koelmanna rozpoczęły budowę dwóch oddzielnych fabryk – przetworów ziemniaczanych oraz drożdży, zakończoną w 1904 roku
- 1912 – wzniesiono magazyn superfosforatu, zaprojektowany przez Hansa Poelziga. Po restauracji w 1996 roku, Zakłady Chemiczne uruchomiły w nim produkcję nawozów granulowanych

## XX-lecie międzywojenne

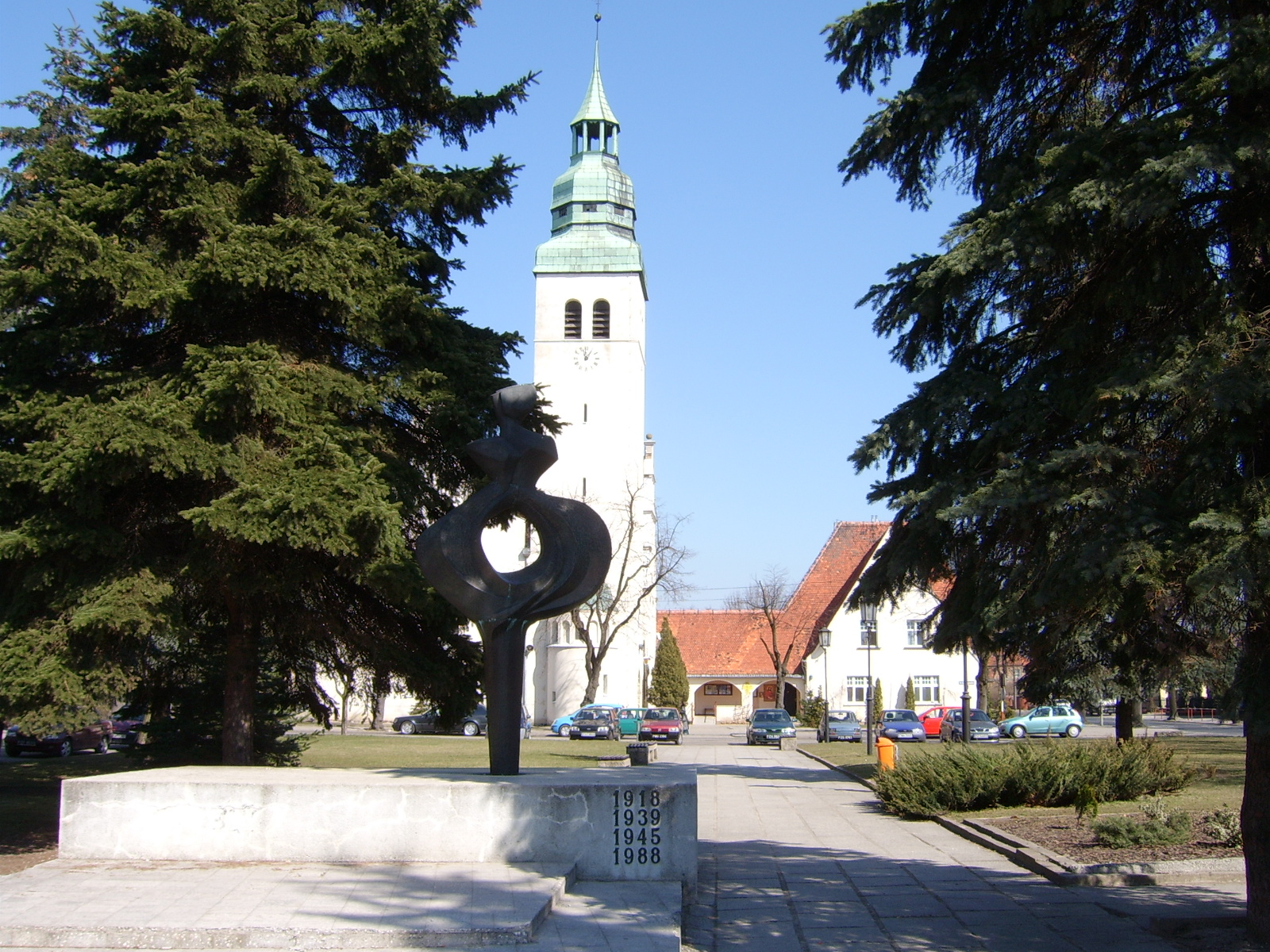
Kościół św. Barbary

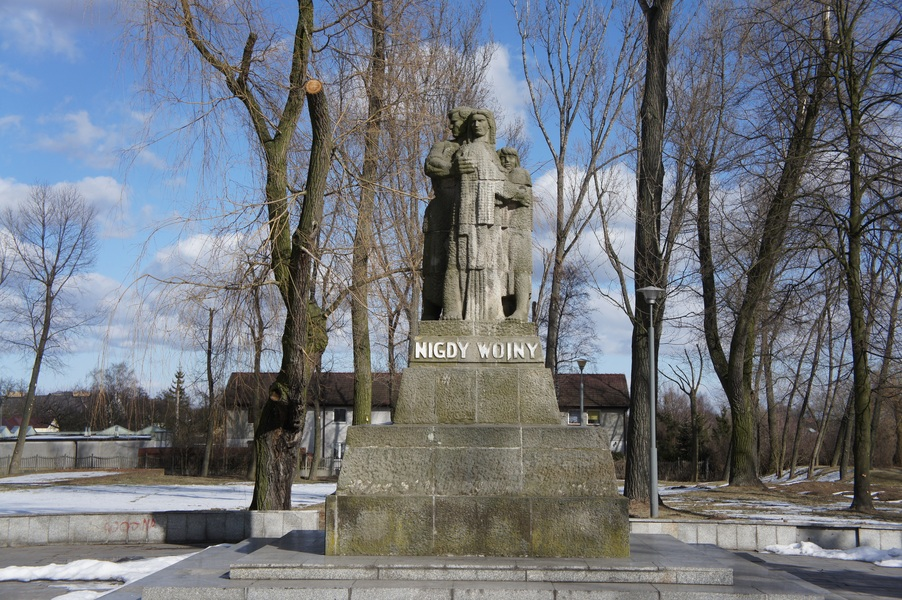
Pomnik antywojenny Nigdy wojny w obozie żabikowskim (proj. J. Gosławski)

- 1921 – "Chemiczna Fabryka dr R. Maya, Towarzystwo Akcyjne" rozpoczęło w Luboniu budowę przetwórni kości do wyrobu kleju. Inwestycję zakończono rok później
- 22 lipca 1922 – Zgromadzenie Sióstr Służebniczek NMP, które od 1920 roku osiedliło się w Żabikowie, zakupiło w pobliskim Kotowie gospodarstwo wielkości 70. mórg, przylegające do ogrodu klasztornego
- październik 1922 – w Żabikowie rozpoczął działalność Klub Sportowy "Stella"
- 1926 – powstało w Luboniu Towarzystwo Gimnastyczne "Sokół" z sekcją lekkoatletyczną i koszykarską
- 8 grudnia 1926 – w Żabikowie powstało Katolickie Towarzystwo Robotników Polskich
- 25 czerwca 1928 – erygowana została parafia św. Barbary w Żabikowie. Objęła ona wsie: Żabikowo, Luboń, Świerczewo oraz Fabianowo i Kotowo wydzielone z parafii komornickiej
- 28 lipca 1928 – do Żabikowa przybył Prezydent RP Ignacy Mościcki. Odwiedził Stację opieki nad matką i dzieckiem oraz osiedle robotnicze
- wrzesień/październik 1928 – w Luboniu utworzono Ochotniczą Straż Pożarną
- 15 kwietnia 1933 – powołano Komitet Budowy Kościoła pw. św. Jana Bosko
- czerwiec 1935 – powstanie lubońskiego chóru Bard
- 1936 – na działce rozciągającej się od dzisiejszej ul. Tuwima do Potoku Junikowskiego powstał pierwszy obiekt sportowy "Sokoła" (duża sala z zapleczem)
- 1936 – Grono Miłośników Sportu otrzymało zezwolenie na budowę własnej przystani kajakowej na gruncie Lubońskiej Fabryki Drożdży
- 1937 – podczas kopania rowów infiltracyjnych (obecnie ujęcie wody na granicy Poznania i Lubonia) natrafiono na cmentarzysko szkieletowe sięgające XI wieku. Badaniami ratowniczymi w tym miejscu kierował prof. Józef Kostrzewski[3]
- 27 lutego 1938 – podczas mszy św. dla dzieci zginął, zastrzelony przez komunistę – Wawrzyńca Nowaka, ks. Stanisław Streich – budowniczy kościoła i pierwszy proboszcz parafii św. Jana Bosko
- wiosna 1941 – na polach przy dzisiejszej ul. Kościuszki Niemcy założyli obóz dla robotników żydowskich
- 25 lipca 1941 – w obozie w Gusen śmierć poniósł Czesław Golak z parafii pw. św. Barbary w Żabikowie – kleryk ze Zgromadzenia Werbistów, w sprawie którego toczy się obecnie proces beatyfikacyjny
- wrzesień 1942 – na terenach byłej cegielni Suwalskiego przy ul. Niezłomnych rozpoczęto budowę hitlerowskiego obozu karno-śledczego, który funkcjonował w latach 1943–1945 i zastąpił Fort VII
- 13 czerwca 1943 – powstał Luboński Klub Sportowy

## Polska Rzeczpospolita Ludowa

Herb Lubonia z lat PRL

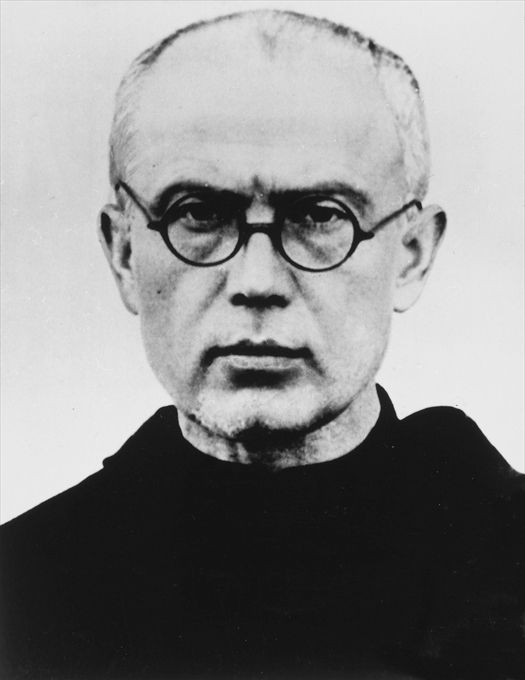
M. M. Kolbe – patron parafii w Lasku, nawiązujący do tragicznej przeszłości miasta

- sierpień 1945 – jako pierwsza po wojnie rozpoczęła pracę Szkoła Podstawowa nr 4
- 8 grudnia 1946 – w kościele pw. św. Jana Bosko zawisła figura św. Antoniego
- 1946 – w Zakładach Ziemniaczanych naprawiono po zniszczeniach wojennych i uruchomiono większość urządzeń oraz maszyn. Zwiększono produkcję i urozmaicono asortyment
- 1946 – przy drożdżowni Zakładów Ziemniaczanych powstało duże boisko sportowe, działające około 30 lat. Dziś znajduje się w tym miejscu cmentarz komunalny.
- kwiecień 1947 – w Poznańskich Zakładach Chemicznych dr. Romana Maya w Luboniu przekazano do użytku oddział produkcji kwasu siarkowego metodą komorową i otwarto 3-letnią Fabryczną Szkołę Przemysłową. Na uroczystość przybyli przedstawiciele rządu: minister przemysłu i handlu – Hilary Minc, minister Skarbu – Konstanty Dąbrowski, wiceminister przemysłu i handlu – Bolesław Rumiński, a także prezydent Poznania – Stanisław Sroka i córka dr R. Maya – Halina Rozmiarek
- 1951 – przeprowadzono gruntowny remont kościoła św. Barbary. Sklepienie przyozdobiono malowidłami T. Szukały
- 13 listopada 1954 – zgodnie z Rozporządzeniem Prezesa Rady Ministrów, wsie: Luboń, Żabikowo i Lasek jako jeden organizm, o nazwie Luboń (wcześniej gromada), otrzymały prawa miejskie[1]
- 1956 – Zakłady Ziemniaczane pozyskały teren pod budowę bloków mieszkalnych przy ul. Żabikowskiej (późniejsze osiedle Lubonianka)
- 1961 – zlikwidowano pochodzącą z lat 1921-23 parowozownię przy fabryce przerobu kości
- 1 stycznia 1963 – oddano do użytku pierwszy blok mieszkalny Lubonianki (ul. Żabikowska 62 C)
- 13 lipca 1966 – powołano społeczny komitet budowy pomnika ku czci ofiar faszyzmu byłego obozu karno-śledczego w Żabikowie
- 22 lutego 1972 – wybuch dekstryny w Zakładach Ziemniaczanych zniszczył wielki oddział produkcji tego artykułu i zabił 17. pracowników
- 5 września 1972 – do grobu Edmunda Bojanowskiego w kaplicy Sióstr Służebniczek w Żabikowie, z okazji 100. rocznicy śmierci założyciela zgromadzenia przybyli przedstawiciele Episkopatu Polski, m.in. prymas Polski kard. Stefan Wyszyński oraz kard. Karol Wojtyła
- 15 lutego 1975 – z rąk I sekretarza Komitetu Powiatowego PZPR – Józefa Cichowlasa – Szkoła Podstawowa nr 4 im. Małgorzaty Fornalskiej (obecnie im. Adama Wodziczki) otrzymała sztandar
- 13 sierpnia 1975 – na obchody 13. rocznicy zamordowania przez hitlerowców w obozie żabikowskim jedenastu działaczy Polskiej Partii Robotniczej (współtwórców PPR w Poznaniu), przybyli członkowie Egzekutywy Komitetu Wojewódzkiego PZPR, posłowie na sejm, działacze, kombatanci i mieszkańcy Lubonia
- 1976 – rozpoczęto zmianę wystroju kościoła św. Jana Bosko według projektu architekta Henryka Marcinkowskiego. Świątynia wzbogaciła się m.in. o freski w nawie głównej oraz nowy ołtarz główny wyrzeźbiony przez artystę Eugeniusza Olechowskiego
- 13 lipca 1976 – mimo wcześniejszych oporów, władze komunistyczne wydały pozwolenie na budowę kościoła w Lasku. Rozebrano wcześniejszą kaplicę tzw. Betlejemkę i postawiono kościół według projektu architekta Henryka Marcinkowskiego
- 19 stycznia 1977 – Miejska Rada Narodowa uchwałą nr 54/77 zatwierdziła herb Lubonia, projektu Eugeniusza Kowalskiego
- 22 lipca 1978 – z okazji ówczesnego Święta Odrodzenia Polski, Rada Państwa odznaczyła Luboń Krzyżem Komandorskim Orderu Odrodzenia Polski
- 1979 – powstała parafia św. Maksymiliana Marii Kolbego w Lasku
- 13 sierpnia 1980 – w dawnym obozie żabikowskim, w rocznicę śmierci działaczy PPR odbyła się manifestacja antywojenna z udziałem I sekretarza KW PZPR – Jerzego Zasady
- 6 września 1982 – w ramach obchodów Polskiego Września 1939, na terenie byłego obozu w Żabikowie poświęcono krzyż i głazy pamięci. W uroczystości wzięli udział przedstawiciele władz komunistycznych – I sekretarz KW PZPR – Edward Skrzypczak oraz prezydent Poznania – Stanisław Piotrowicz
- 11 czerwca 1985 – wicewojewoda poznański Romuald Zysnarski dokonał aktu erekcyjnego pod budowę nowego gmachu Szkoły Podstawowej nr 3 w Luboniu
- 1986 – powstało Towarzystwo Miłośników Miasta Lubonia
- październik 1988 – przy placu Wolności (obecnie pl. bł. Edmunda Bojanowskiego) w Żabikowie odsłonięto pomnik Znicz Pamięci Pokoju
- 8 października 1988 – uroczyście otwarto, wybudowany staraniem gospodarzy z Lasku, Dom Rolnika przy ul. Sobieskiego (obecnie miejski Ośrodek Kultury)

## Dzieje najnowsze

Herb Lubonia

- 1991 – zmieniono nazwy ulic: Waryńskiego na ks. Streicha, Marchlewskiego na Rivoliego, Nowotki na ks. Nogali, Armii Czerwonej na 11 listopada, Dzierżyńskiego na Armii Poznań, Janka Krasickiego na Ignacego Krasickiego i Stalingradzką na Niepodległości
- 1 lipca 1991 – uruchomiono miejską komunikację Translub
- 14 marca 1992 – oddano do użytku nową salę gimnastyczną przy SP 3
- 1 lipca 1992 – Rada Miasta uchwaliła zmianę nazwy ul. R. Pasikowskiego na I. Paderewskiego
- 31 lipca 1992 – powołano Miejski Ośrodek Pomocy Społecznej jako samodzielną jednostkę budżetową
- 20 listopada 1992 – w Domu Kultury Rolnika (dziś Ośrodek Kultury) przy ul. Sobieskiego otwarto Salę Historii Miasta.
- 2 października 1992 – oficjalnie oddano do użytku nowy segment Szkoły Podstawowej nr 2
- 31 stycznia 1993 – ukazała się pierwsza książka o Luboniu – Parafia św. Jana Bosko na tle historii Lubonia autorstwa Stanisława Malepszaka i Ryszarda Jaruszkiewicza
- sierpień 1993 – w Lasku pomiędzy torami kolejowymi oraz ulicami Armii Poznań i Dworcową odkryto mogiłę 17. żołnierzy niemieckich, którzy zginęli w 1945 roku, broniąc wiaduktu kolejowego przy ul. Krętej oraz drogi i toru na Mosinę. Ekshumowane zwłoki przeniesiono na Cmentarz Miłostowo w Poznaniu
- 28 września 1993 – ustanowiono odznakę honorową Zasłużony dla Miasta Lubonia i nadawanie tytułu: Honorowy Obywatel Miasta
- 5 lipca 1996] – wydano decyzję o lokalizacji płatnej autostrady A2 w województwie poznańskim, której trasa prowadzi przez Luboń
- 23 września 1996 – podczas wizyty delegacji z niemieckiego Rüdersdorf bei Berlin w Luboniu, w sali sesyjnej Urzędu Miasta, burmistrzowie obu miast podpisali umowę partnerską między miastami
- grudzień 1996 – działalność rozpoczęła pierwsza w Luboniu Przychodnia Lekarza Rodzinnego nr 1 – przy ul. Okrzei
- 1 września 1997 – przy ul. Armii Poznań otwarto pierwszą szkołę średnią w Luboniu – Prywatne Liceum Ogólnokształcące, które przybrało imię ppłk. Zbigniewa Kiedacza
- 18 września 1997 – powstało Lubońskie Stowarzyszenie Historyczne
- 24 września 1997 – wojewoda poznański wpisał do rejestru zabytków kościół św. Barbary wraz z plebanią i pastorówką
- 1 czerwca 2000 – Rada Miasta podjęła uchwałę w sprawie ustanowienia nowego herbu, flagi, sztandaru i pieczęci miasta
- 3 czerwca 2000 – w 56. rocznicę śmierci komendanta okręgu Armii Krajowej gen. Henryka Kowalówki, na terenie byłego obozu karno-śledczego w Żabikowie odsłonięto głaz z tablicą pamiątkową
- lipiec 2001 – Rada Miasta Luboń podjęła uchwałę o współpracy z gminami Płaskowyżu Wschodniego w Rouen we Francji
- 1 grudnia 2001 – przy ul. Żabikowskiej otwarto oficjalnie pierwsze w Luboniu centrum handlowe – Pajo
- 8 grudnia 2001 – lubońska Biblioteka Miejska zdobyła II miejsce w konkursie Fundacji na Rzecz Demokracji w Europie Wschodniej na najciekawsze inicjatywy i akcje podejmowane przez lokalne biblioteki na rzecz krzewienia czytelnictwa. W konkursie brało udział 150 bibliotek z całej Polski
- 8 grudnia 2002 – lubońska Biblioteka Miejska otrzymała II nagrodę dla najlepszej placówki w Polsce
- 10 marca 2003 – Komisja Komunalna Rady Miasta Luboń pozytywnie zaopiniowała wniosek kurii poznańskiej w sprawie budowy przez parafię pw. św. Barbary kościoła przy ul. Źródlanej i przekazania parafii części komunalnego gruntu przy MOPS
- 12 września 2003 – oficjalnie otwarto 13-kilometrowy odcinek autostrady A2 przebiegający przez Luboń (Południowa obwodnica Poznania)
- 28 listopada 2003 – uroczyście otwarto obwodnicę Lubonia o długości 2,1 kilometra (ulice: Dębiecka, Unijna, Przy Autostradzie), zbudowaną przez spółkę Autostrada Wielkopolska S.A.
- wrzesień 2007 – podczas budowy jednego z bloków mieszkalnych w śródmieściu Lubonia wykopano sporej wielkości głaz narzutowy
- 16 kwietnia 2009 – w Luboniu przy ulicy Kołłątaja otwarto oficjalnie największą i najnowocześniejszą w powiecie poznańskim halę widowiskowo-sportową